# Dix Coursiers
Dix Coursiers est une série de dix portraits de chevaux réalistes et en couleur, peints par le missionnaire jésuite milanais Giuseppe Castiglione (Lang Shinin en pinyin) durant son séjour à la cour impériale chinoise. Ces peintures présentent aussi des informations détaillées et de petits poèmes sur chacun des chevaux offerts en cadeau diplomatique à l'empereur Qianlong, en trois langues : chinois, mandchou et mongol, ajoutés a posteriori. 
Ces portraits sont désormais conservés au musée national du Palais à Taïwan.

## Contexte
En 1743, Taiyiji Galdan Tsering, un chef mongol Oïrat (Zhengar) présent dans la région d'Ili dans l'Ouest, envoie de beaux chevaux en présent et en tribut à la cour impériale des Qing. En raison de son caractère docile et de la couleur de ses crins, l'Empereur Qianlong baptise l'un de ces chevaux 如意驄 / Ruyicong  (« Comme-tu-voudras pie »). Il ordonne également à son peintre de cour Giuseppe Castiglione de réaliser des peintures monumentales de ces chevaux, à taille réelle,. Ainsi, le portrait de Xuediandiao est presque à taille réelle, indiquant que Castiglione a très vraisemblablement peint d'après modèle.
Le cheval Xuediandiao est un présent offert à la cour impériale par Koruin Giynn Wang de Nomun Eehetu (Sinkiang), également peint par Castiglione en 1743.

## Description
L’œuvre représentant Ruyicong terminée, un membre de l'académie de Hanlin à la cour ajoute des informations à propos du nom du cheval, de ses dimensions, et de ses origines, en chinois, en mandchou et en mongol. En haut de la peinture figure un poème impérial daté de 1748. Aussi, ces peintures sont parfois datées à 1743, d'autres fois à 1748.

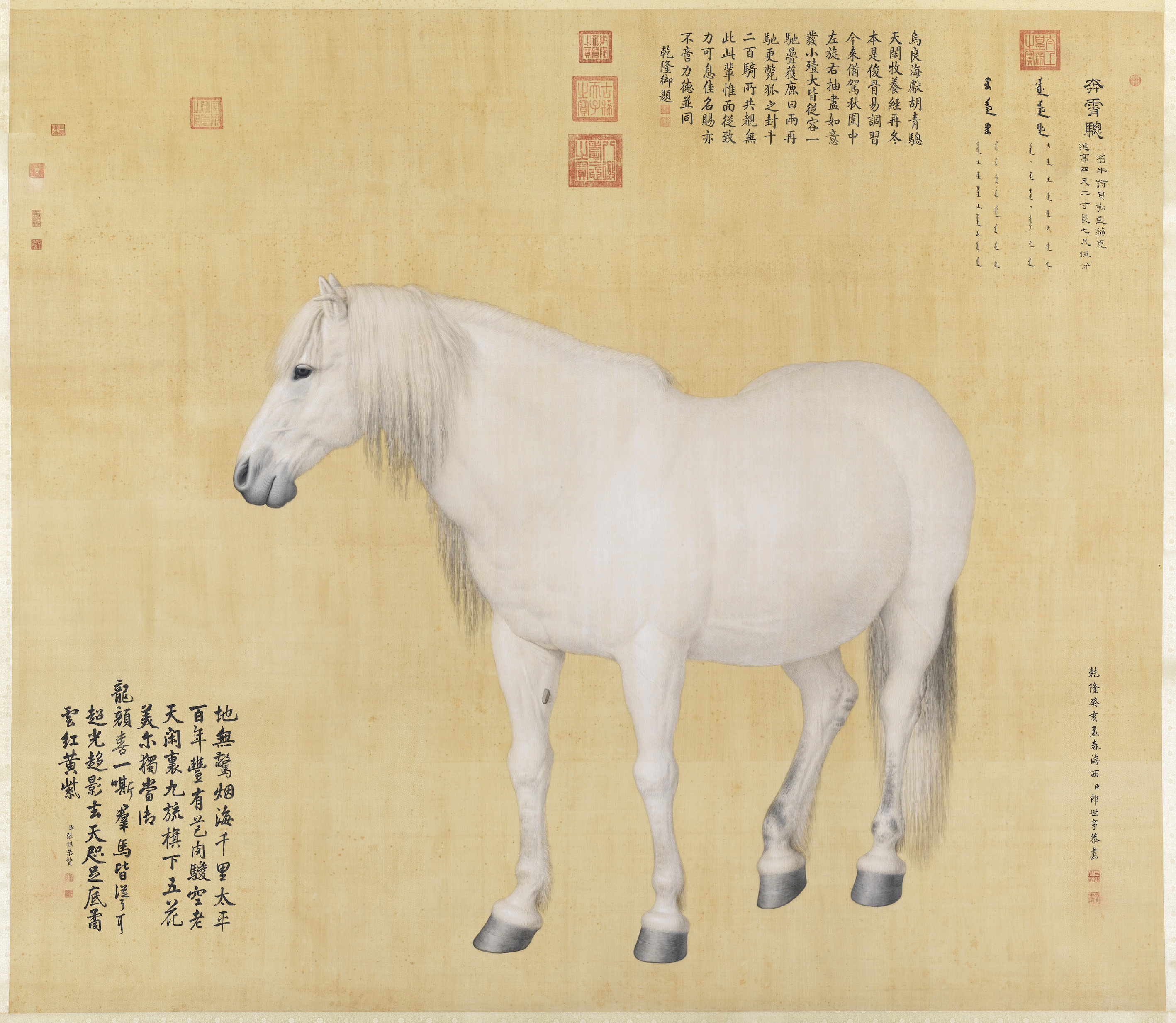
Benxiaocong (奔霄骢, 1743)
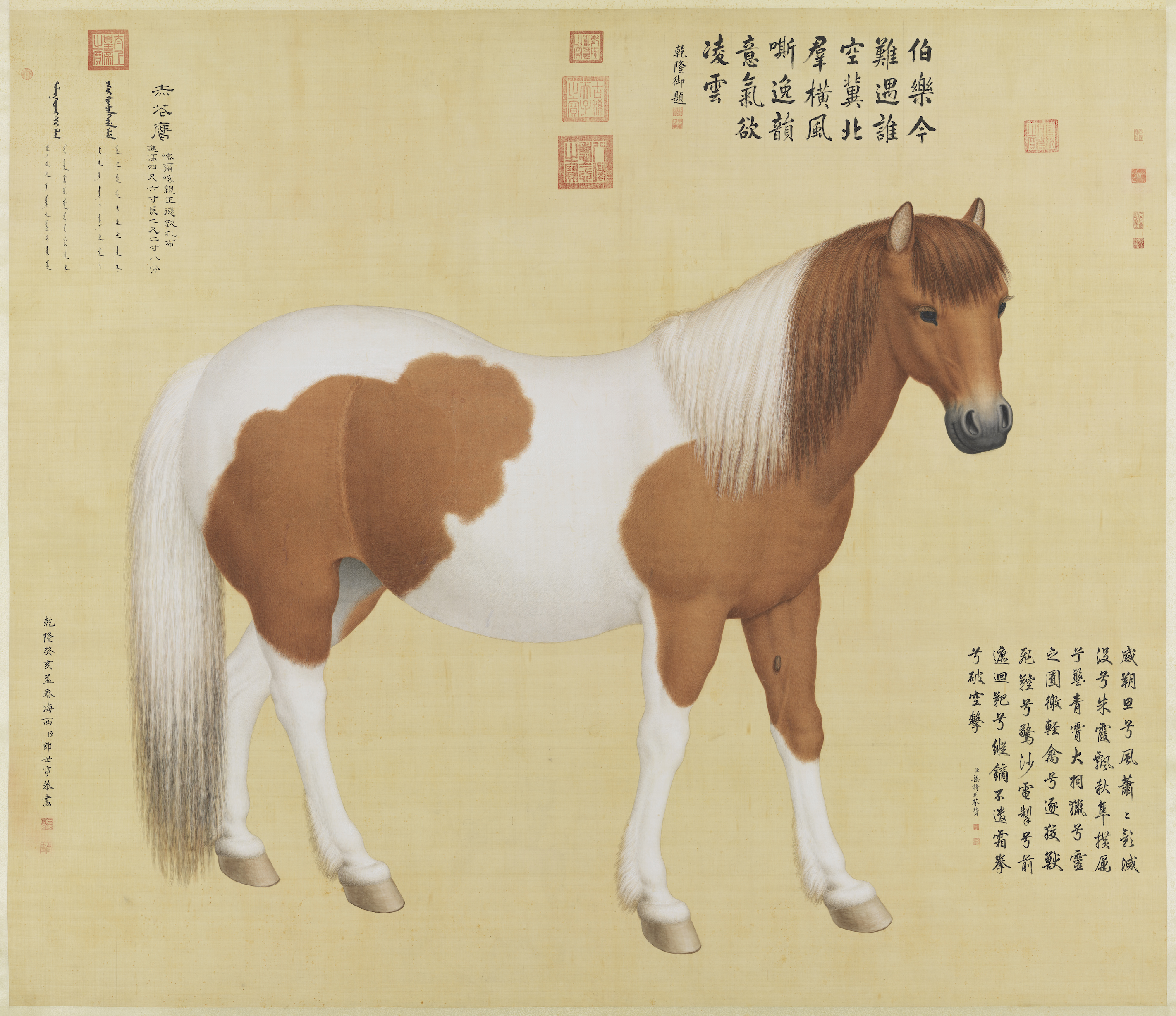
Chihuaying (赤花鹰, 1743)
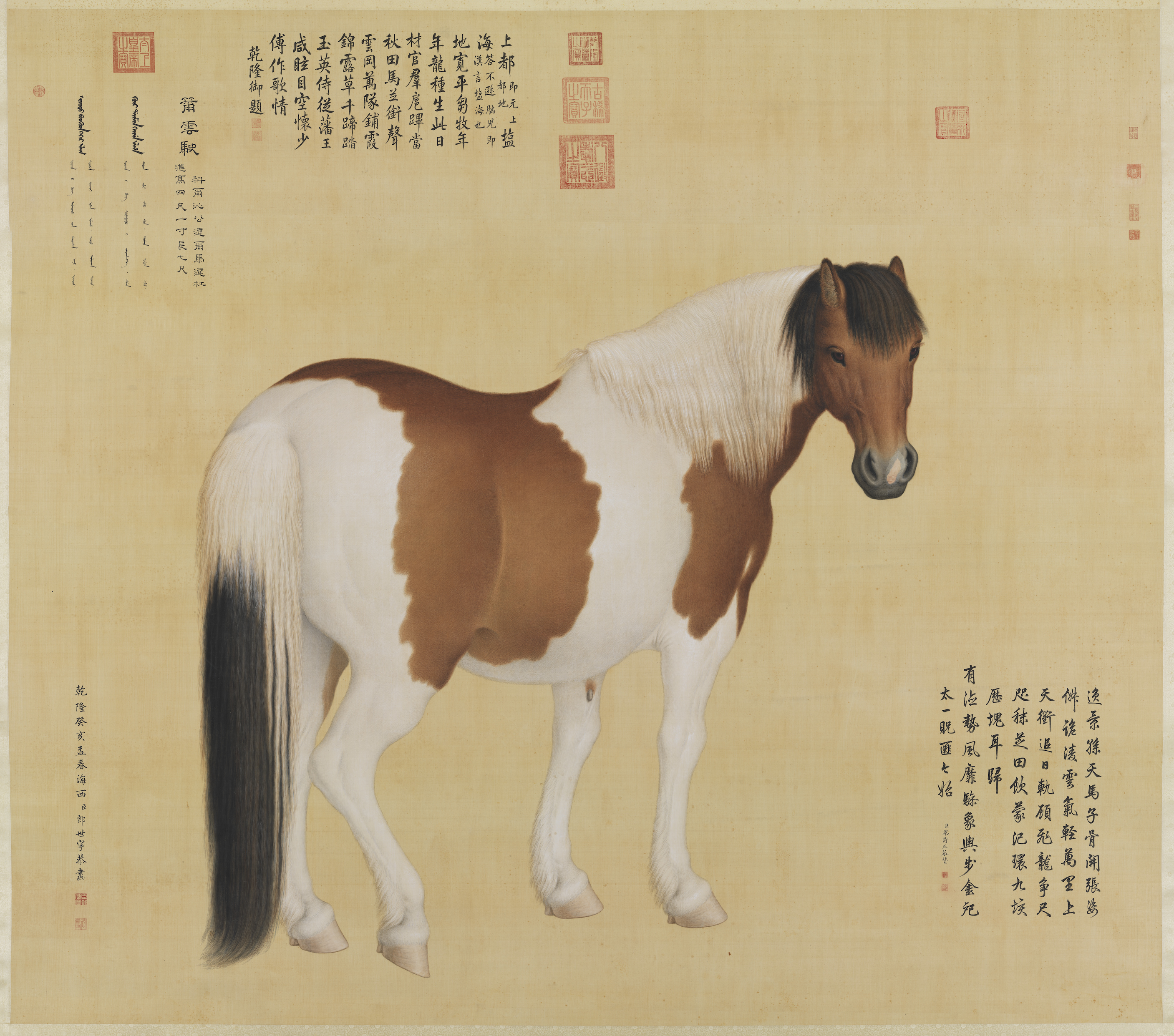
Nieyunshi (蹑云驶, 1743)
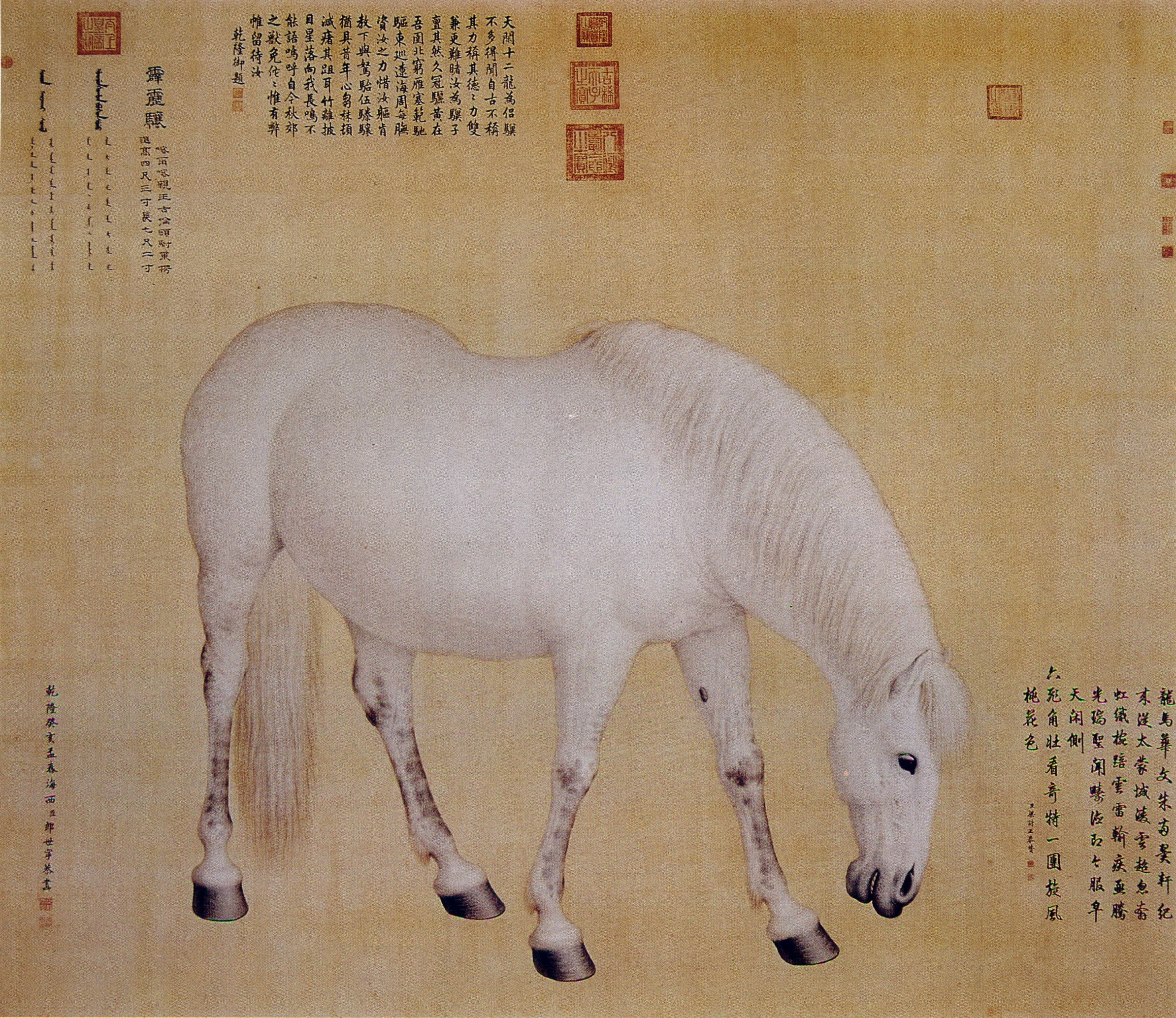
Pilixiang (霹雳骧, 1743)
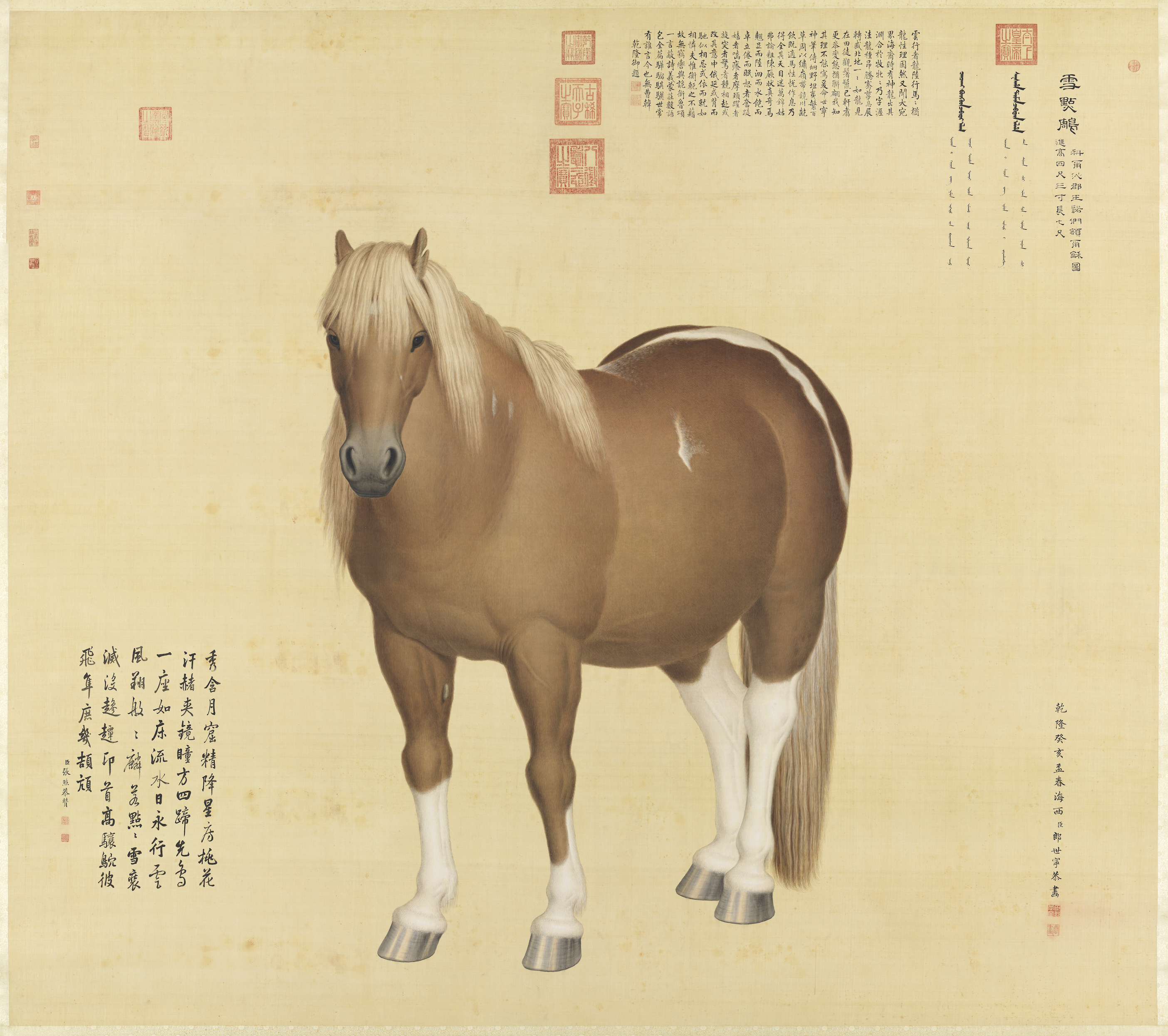
Xuediandiao
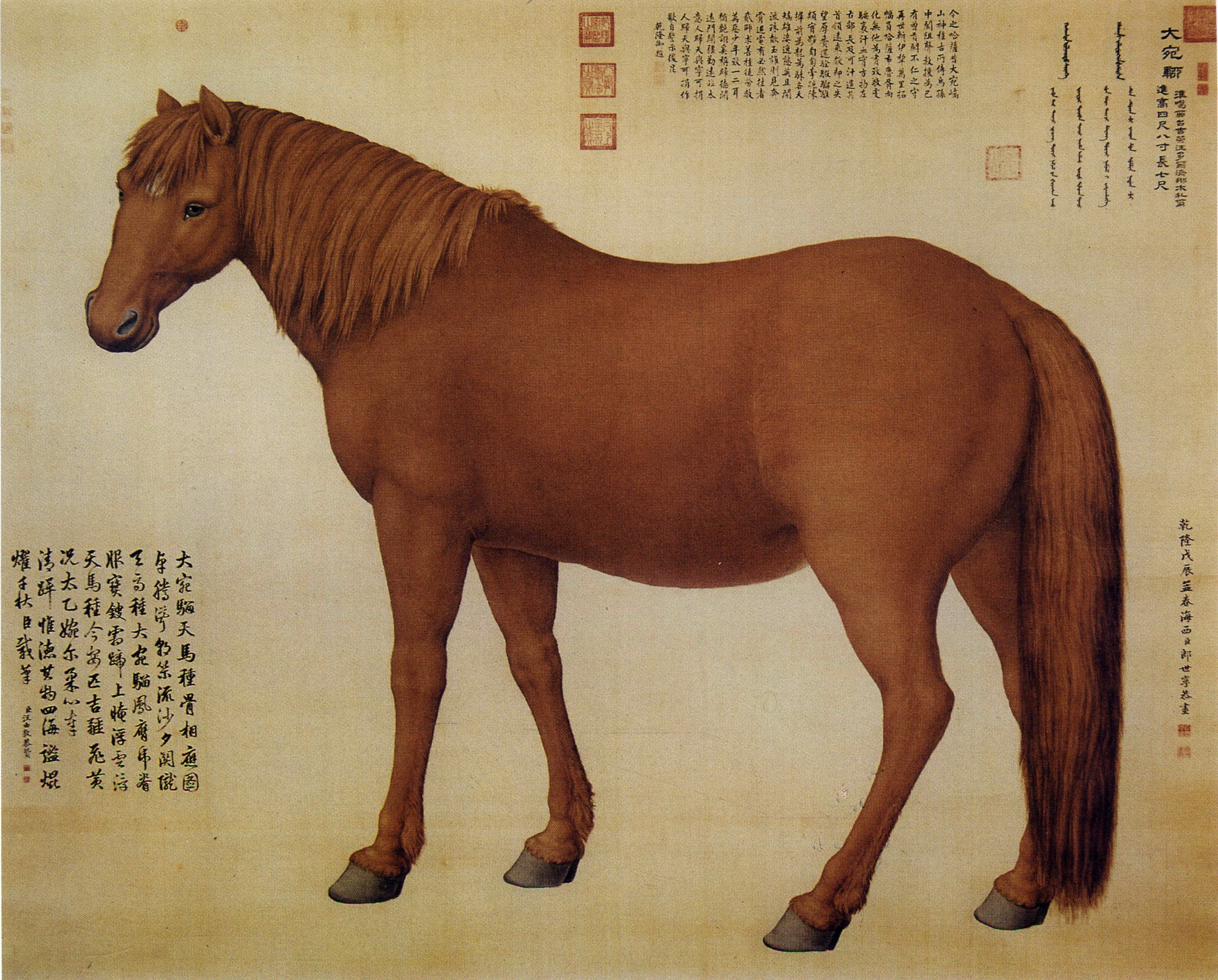
Dawanliu (大宛骝, 1748)
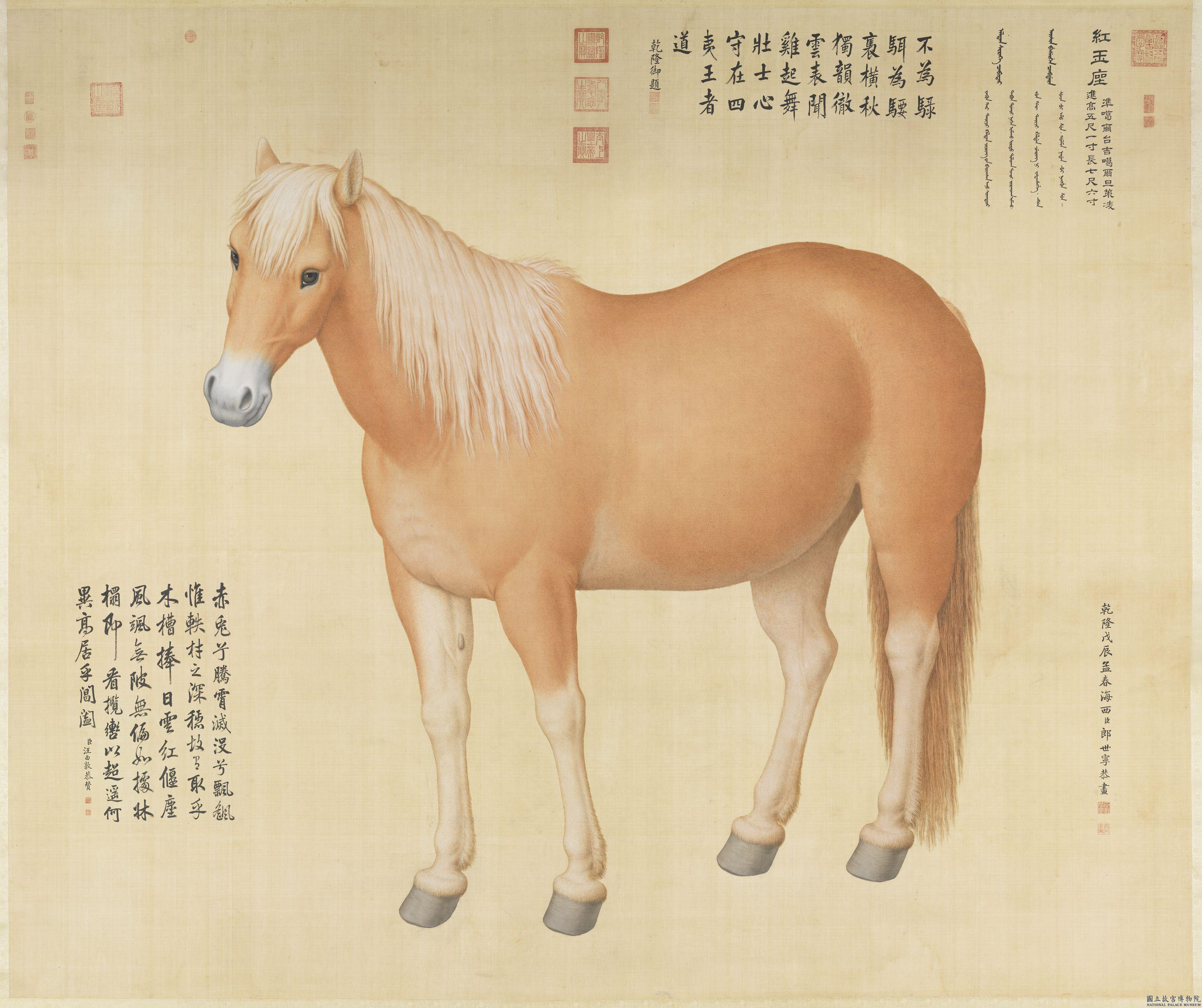
Hongyuzuo (红玉座, 1748)
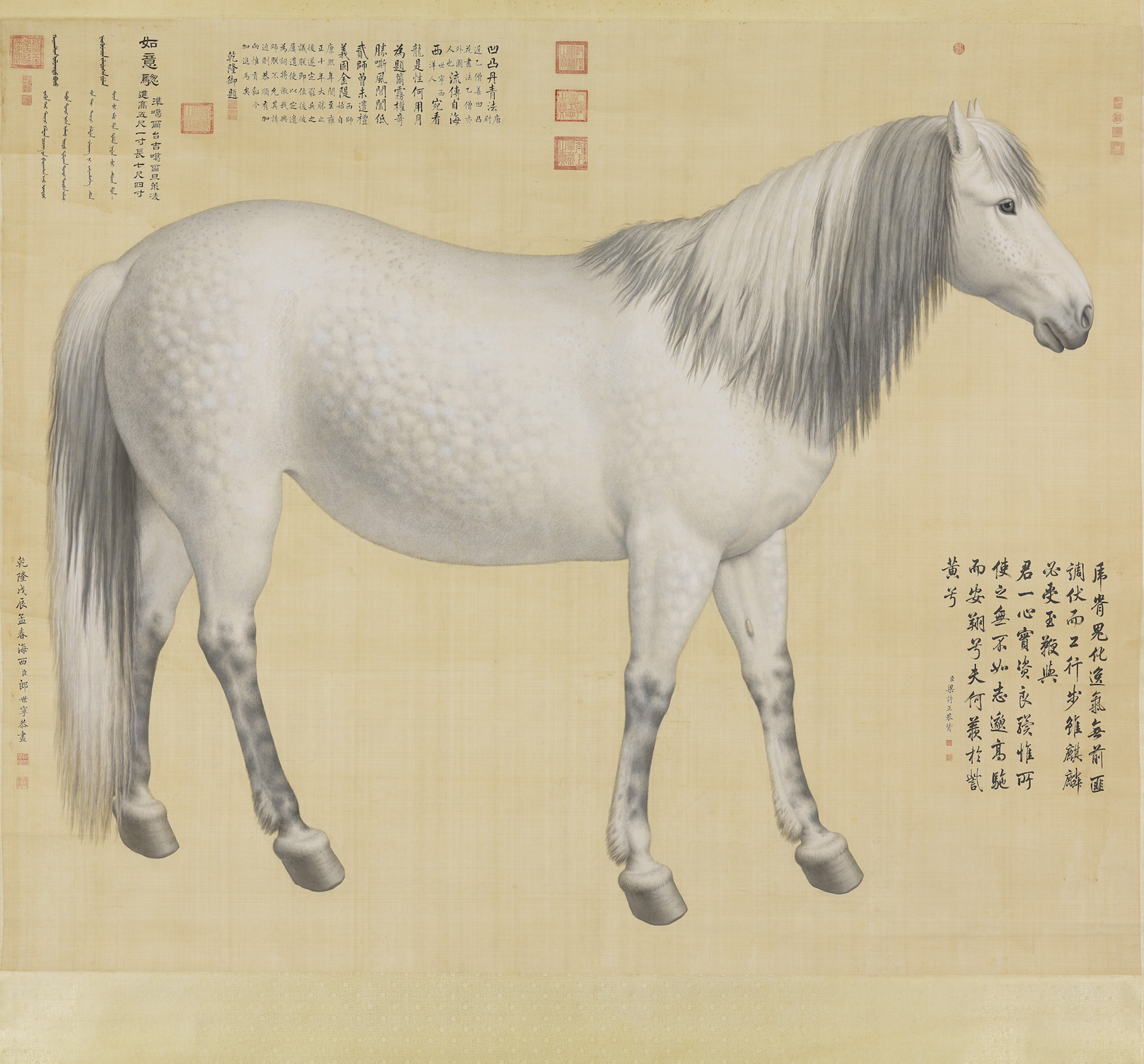
Ruyicong (如意驄, 1748)

Ces portraits de chevaux en couleur sont hautement réalistes. Castiglione utilise des techniques relevant tant de la peinture européenne que chinoise. Il fait appel aux jeux d'ombre et à la perspective, alors inconnues en peinture chinoise.

## Parcours des peintures
Huit des dix peintures sont conservées au musée national du Palais à Taïwan.
Des timbres-poste illustrant les portraits de la série Dix coursiers ont été publiés en 1973 à Taipei et en 2003 au Togo, au cours de l'année zodiacale du cheval.